# Hang Loose Santa Catarina Pro
Santa Catarina Pro es el décimo evento y penúltimo del ASP World Tour. Los últimos años el evento fue patrocinado por Billabong bajo el nombre de Nova Schin Festival WCT Brasil presented by Billabong. Después la edición de 2007 es presentado por la compañía surfera brasileña Hang Loose.
La prueba se celebra en Imbituba, en el estado brasileño de Santa Catarina a finales de octubre y a principios de septiembre. En Imbituba y Joaquina están las mejores olas de Brasil. El surf profesional lleva visitando este país durante treinta años en sitios como Río de Janeiro, Barra de Tijuca y Saquarema, pero los últimos tres años la ASP ha fijado la prueba en la ciudad de Florianópolis bajo el patrocinio de Billabong y la marca de cerveza brasileña Nova Schin.

## Último evento
- 2009

| Posición | Campeón          | Nacionalidad   |
| -------- | ---------------- | -------------- |
| 1º       | Kelly Slater     | Estados Unidos |
| 2º       | Adriano de Souza | Brasil         |
| 3º       | Joel Parkinson   | Australia      |
| 3º       | C.J. Hobgood     | Estados Unidos |

- 2008

| Posición | Campeón             | Nacionalidad |
| -------- | ------------------- | ------------ |
| 1º       | Bede Durbidge       | Australia    |
| 2º       | Jérémy Florès       | Francia      |
| 3º       | Mikaël Picon        | Francia      |
| 3º       | Frederick Patacchia | Hawaï        |

- 2007

| Posición | Campeón        | Nacionalidad |
| -------- | -------------- | ------------ |
| 1º       | Mick Fanning   | Australia    |
| 2º       | Kaï Otton      | Australia    |
| 3º       | Tom Whitaker   | Australia    |
| 3º       | Joel Parkinson | Australia    |

- 2006

| Posición | Campeón             | Nacionalidad |
| -------- | ------------------- | ------------ |
| 1º       | Mick Fanning        | Australia    |
| 2º       | Damien Hobgood      | Australia    |
| 3º       | Phillip MacDonald   | Australia    |
| 3º       | Frederick Patacchia | Hawaï        |

## Pasados campeones
| Año  | Campeón        | Nacionalidad   |
| ---- | -------------- | -------------- |
| 2005 | Damien Hobgood | Estados Unidos |
| 2004 | Taj Burrow     | Australia      |
| 2003 | Kelly Slater   | Estados Unidos |

- Datos: Q3126746